# Dendroleon pantherinus
Dendroleon pantherinus is een insect uit de familie van de mierenleeuwen (Myrmeleontidae), die tot de orde netvleugeligen (Neuroptera) behoort. 
Dendroleon pantherinus is voor het eerst wetenschappelijk beschreven door Fabricius in 1787.